# Josep Cusí
Josep Cusí Ferret (Barcelona, 13 de enero de 1934) es un tirador y armador español. Participó en los Juegos Olímpicos de 1968 en México como tirador y también practicó la vela. Es amigo íntimo de Juan Carlos I, el cual conoció en 1972 en una cacería organizada por Francisco Franco. En junio de 2020 se supo que había pagado la mitad de la segunda luna de miel de Felipe VI y Letizia Ortiz.